# 李辅黄
李辅黄（？—1913年10月26日），字亚权，湖北人，中国民主革命家，民初新疆省政治人物。

## 生平
1907年，湖北陆军四十标统带杨缵绪被任命为伊犁将军标统，冯特民、李辅黄等人随杨缵绪军赴新疆伊犁。到伊犁后，李辅黄以工程营营副的身份为掩护，开展革命活动。
1911年武昌起义后，辛亥革命爆发。1912年1月7日夜，冯特民、李辅黄等人组织领导了伊犁革命党人起义，1月8日凌晨控制惠远城，光复伊犁，宣告独立，并且很快稳定了伊犁局势。起义胜利后，成立中华民国新伊大都督府，李辅黄被任命为前敌总指挥。东征开始后，任东进支队长兼步兵团长，在精河等地同新疆巡抚袁大化的清军作战。他是议和谈判成员之一。1912年5月停战议和，成立新疆都督府，杨增新任都督。李辅黄任伊犁镇边署参谋长兼伊塔镇台。
1913年10月26日，在杨增新唆使下，冯特民、李辅黄被杀害。